# Babbie
Babbie – miasto w Stanach Zjednoczonych, w stanie Alabama, w hrabstwie Covington. W roku 2023 miasto zamieszkiwało 640 osób, a gęstość zaludnienia wynosiła 21,3 osoby/km².